# Hannah Twynnoy

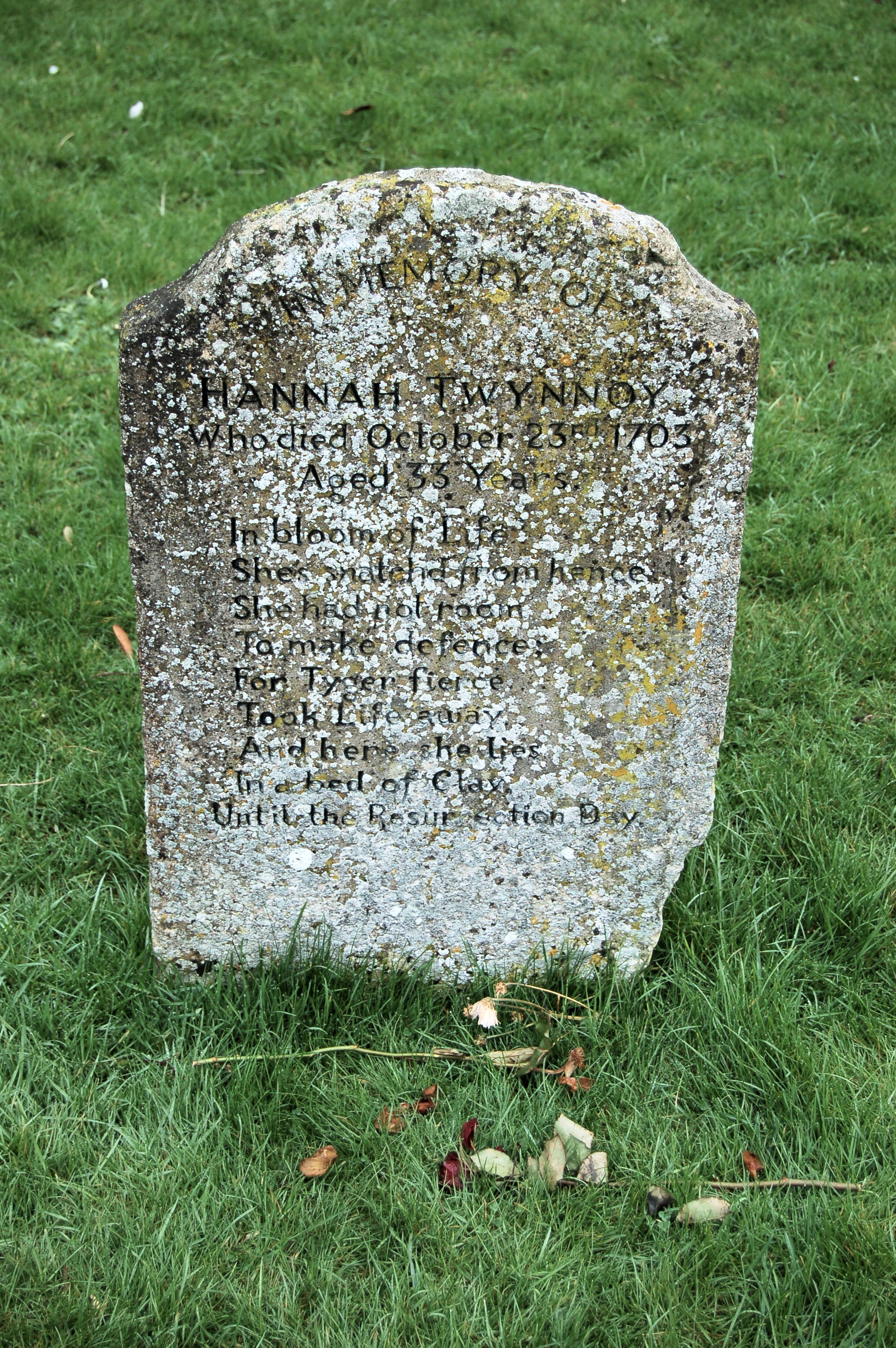
Lápida de Twynnoy en la Abadía de Malmesbury, Wiltshire.

Se cree que Hannah Twynnoy (c. 1669/70 - octubre de 1703) fue la primera persona muerta por un tigre en Gran Bretaña. Twynnoy era una camarera de principios del siglo XVIII que trabajaba en la posada The White Lion en el centro de la ciudad de mercado inglesa de Malmesbury, en Wiltshire.
Su muerte está asentada en el registro parroquial de Malmesbury, donde se pueden leer sobre el entierro el 23 de octubre de 1703 de "Hannah Twynney (sic), asesinada por un tigre en el White Lyon". Su lápida continua en un rincón del cementerio de la Abadía de Malmesbury, con un poema conmemorativo en alusión a su muerte tallado. Un anticuario registró una placa conmemorativa con más detalles en la iglesia del pueblo cercano de Hullavington, pero desde entonces se ha perdido.

## Lápida sepulcral
Su lápida registra su nombre y muerte a la edad de 33 años el 23 de octubre de 1703, con un poema evocador relativamente largo que dice:

En la flor de la vida
ella fue arrebatada de aquí,
no tuvo lugar
para defenderse;
porque un tigre feroz
le quitó la vida.
Y aquí yace
en un lecho de arcilla,
hasta el Día de la Resurrección.

## Placa grabada
El historiador John Bowen afirma haber encontrado un recordatorio con un relato más detallado de la muerte colocado en una placa en la pared de la iglesia parroquial en Hullavington, un pueblo a 5 millas (8 km) de Malmesbury. La placa (véase recuadro) que parecía haber sido instalada poco después de su muerte, en los primeros años del siglo XVIII, fue registrada en el período victoriano por este historiador local y desde entonces puede haber sido vendida, fundida o robada.

## Historia oral
El hilo conductor de tales historias conservadas en la zona de boca en boca y de generación en generación coincide exactamente con la placa, casi siempre con una redacción menos formal, que afirma que Hannah Twynnoy era una camarera que trabajaba en una posada llamada White Lion en Malmesbury (en el número 8 de la calle Gloucester, más tarde convertida en una casa particular) en 1703 cuando llegó una colección (ménagerie) ambulante de animales salvajes a instalarse en el gran patio trasero del local. Entre los animales se incluía un tigre, al que se advirtió a Hannah que no molestara. Pero a ella le gustaba molestar al animal hasta que un día se cansó y la mutiló. Hannah no sobrevivió al ataque.

## Aspectos no resueltos de la muerte

### Motivo del epitafio
Los epitafios poéticos en las lápidas eran populares en Reino Unido a principios del siglo XVIII, pero generalmente solo para los ricos y célebres. Una lápida y un terreno en el cementerio de la abadía de Malmesbury para cualquier mujer común, y que no fuera esposa de un sacerdote, habría sido costoso, incluso sin contratar los servicios de un poeta. La identidad del patrón que pagó su lápida y parcela sigue siendo un misterio, aunque pueden haber sido donados por la iglesia y la sacristía.

### Familia
Su conexión con el pueblo de Hullavington, que mantenía registros familiares en este momento, parece anómala. Su única conexión proviene de un historiador local posterior que da la redacción y la ubicación de la placa recordatoria ahora perdida.
Aparte de su entierro, los registros parroquiales y las transcripciones de los obispos de Malmesbury no contienen ninguna entrada, entre 1635 y 1700, para nadie apellidado Twynnoy.[cita requerida]

## Legado
En 1993, una nueva calle residencial en Malmesbury fue bautizada Twynnoy Close.
El 23 de octubre de 2003, en el 300° aniversario de la muerte, se llevó a cabo una ceremonia en su tumba en la que todas las escolares del pueblo menores de 11 años y de nombre Hannah colocaron una flor en la tumba.
Twynnoy aparece en el segmento 'Stupid Deaths' del programa de la CBBC Horrible Histories (temporada 4, episodio 6).